# Andrea Papp
Andrea Papp (* 12. Dezember 1967 in Szeged) ist eine ungarische Badmintonspielerin. 

## Karriere
Andrea Papp wurde 1983, 1984 und 1985 ungarische Juniorenmeisterin. Bei den Erwachsenen gewann sie 1982 Bronze und 1983 Silber. Bei den Bulgarian International 1986, den Czechoslovakian International 1987, den Hungarian International 1987 und den Czechoslovakian International 1988 wurde sie jeweils Dritte.